# 黃金海岸商場

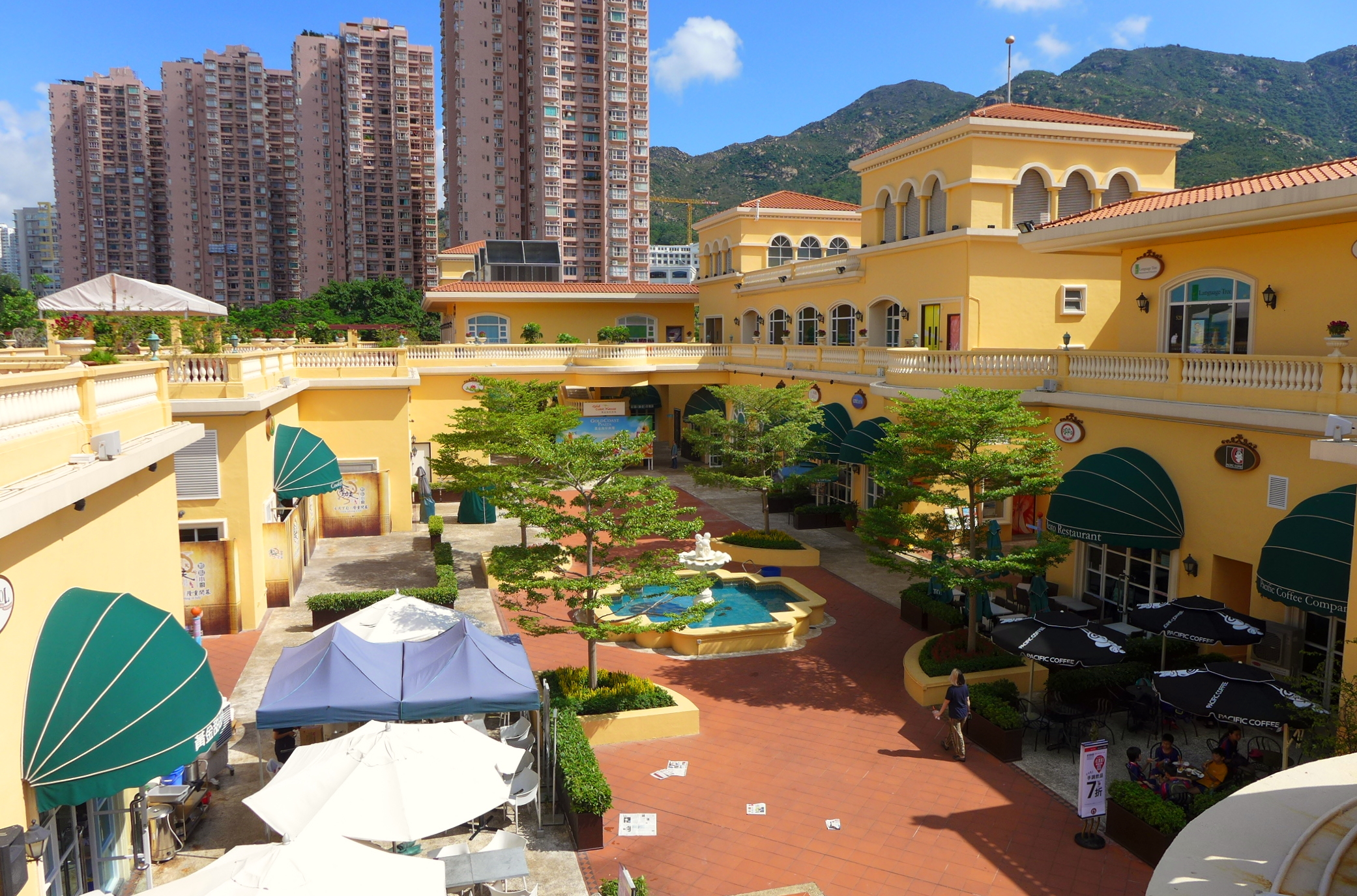
黃金海岸商場

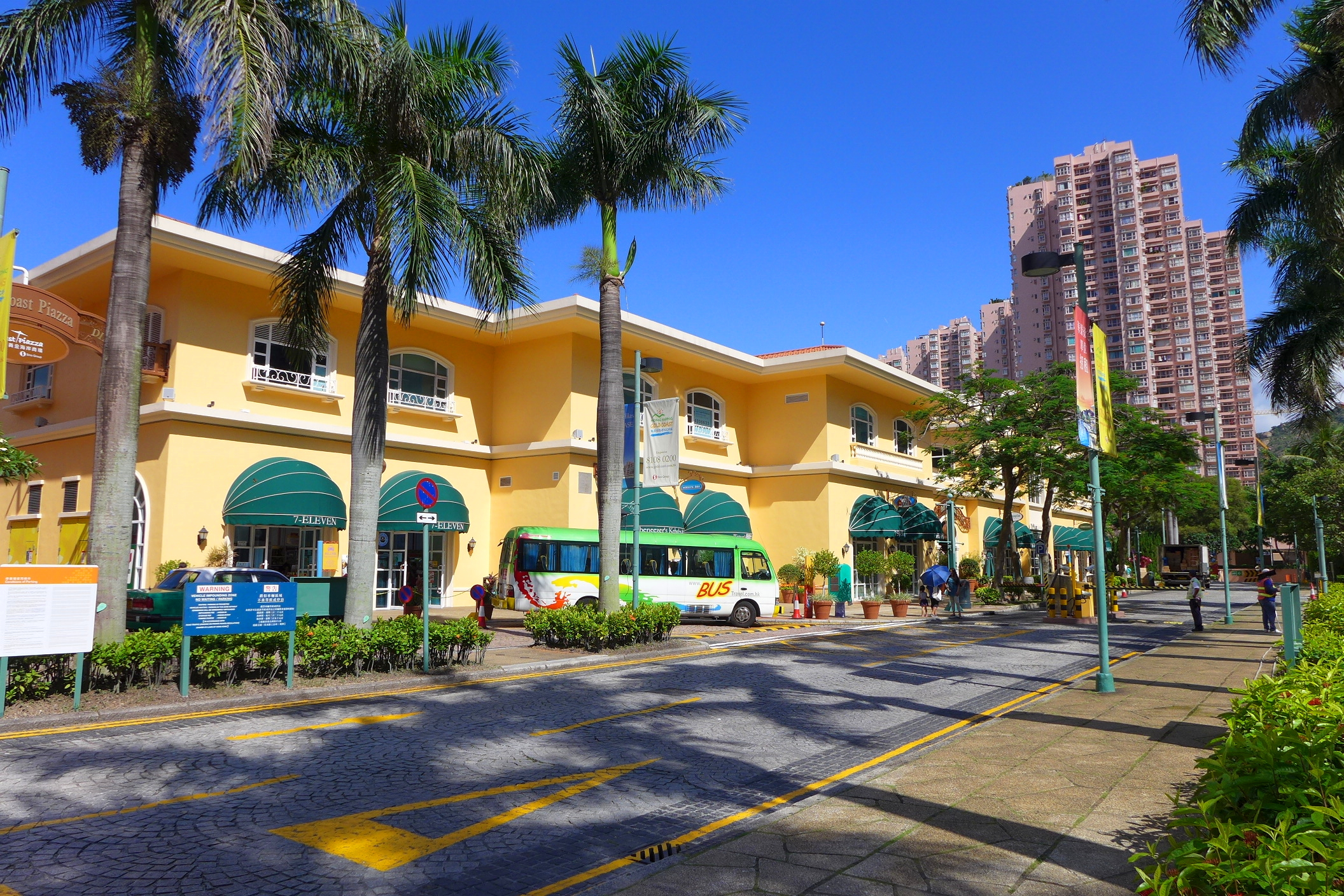
黃金海岸商場入口

22°22′20″N 113°59′34″E / 22.3721°N 113.9927°E
黃金海岸商場（英語：Gold Coast Piazza）位於香港黃金海岸旁，是一個使用歐陸式建築的海濱商場。黃金海岸商場前稱黃金海岸購物商場，並於2008年改為現稱。黃金海岸商場早期的英文名稱為Marina Magic Shopping Mall，於2002年12月中旬改稱Gold Coast Shopping Mall，並於2008年再改為現稱。
黃金海岸商場於2025年舉辧了繡球花節，商場對出的金海豚廣場上空更有無人機表演。

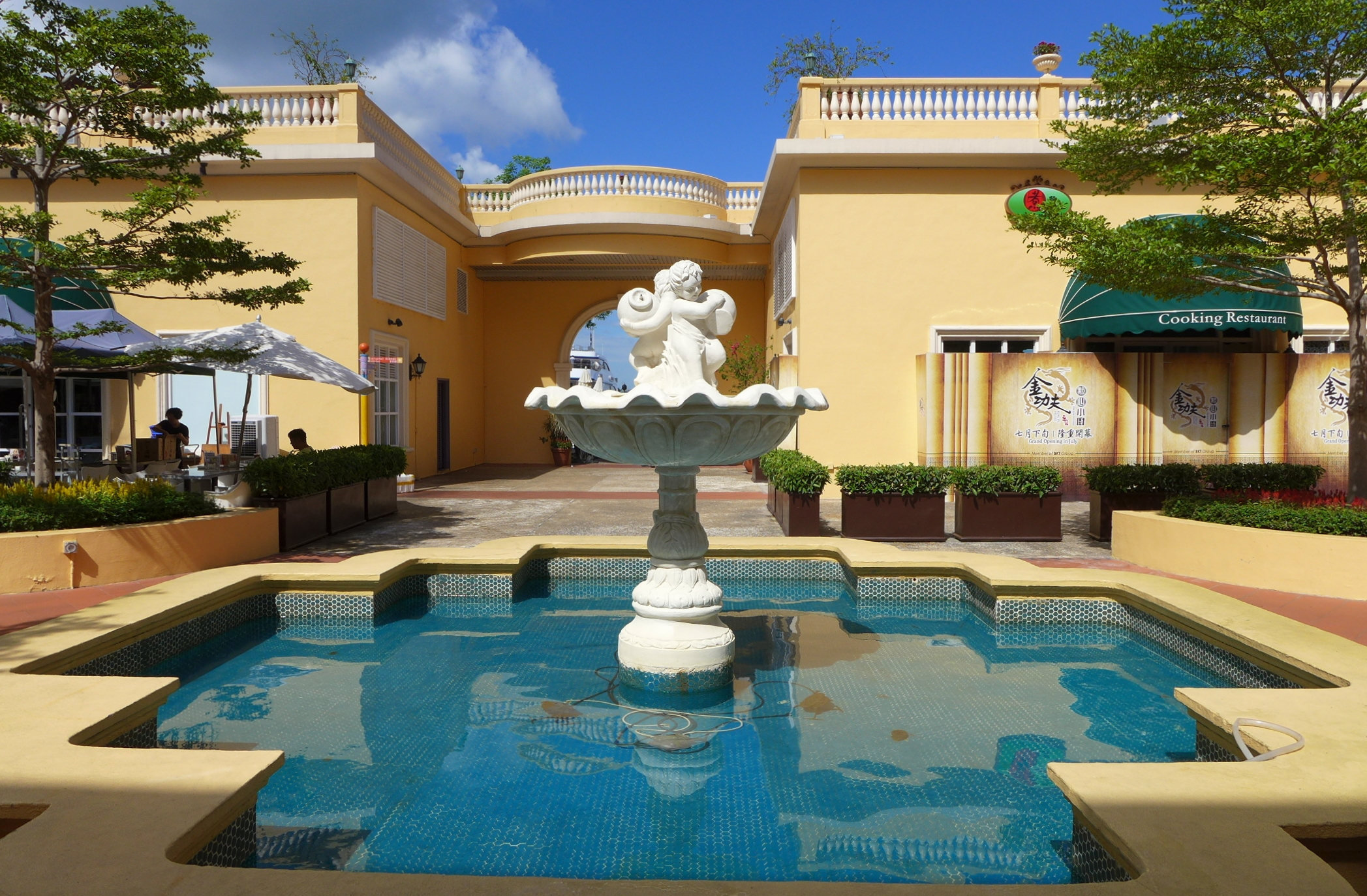
商場水池
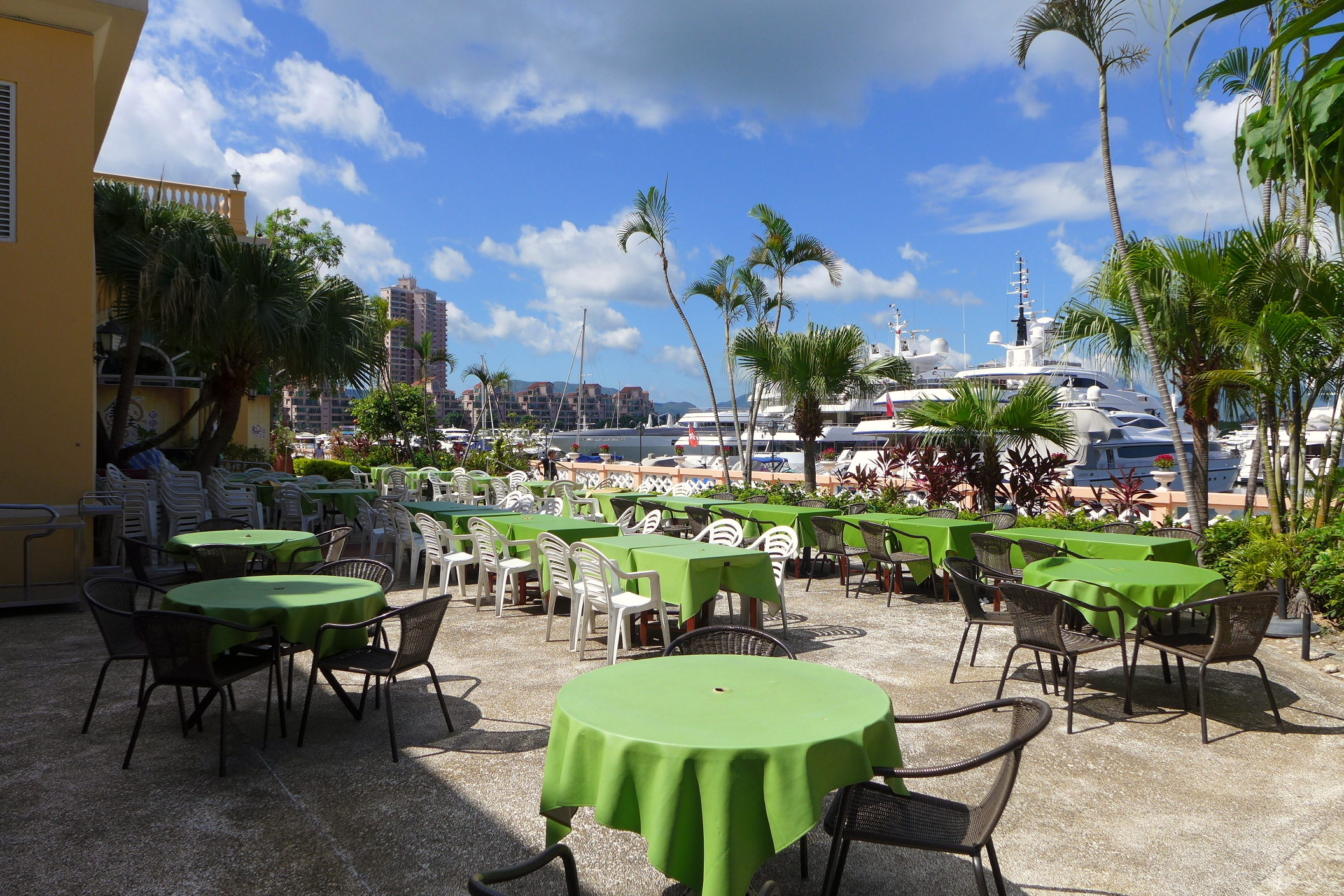
食肆設戶外座位
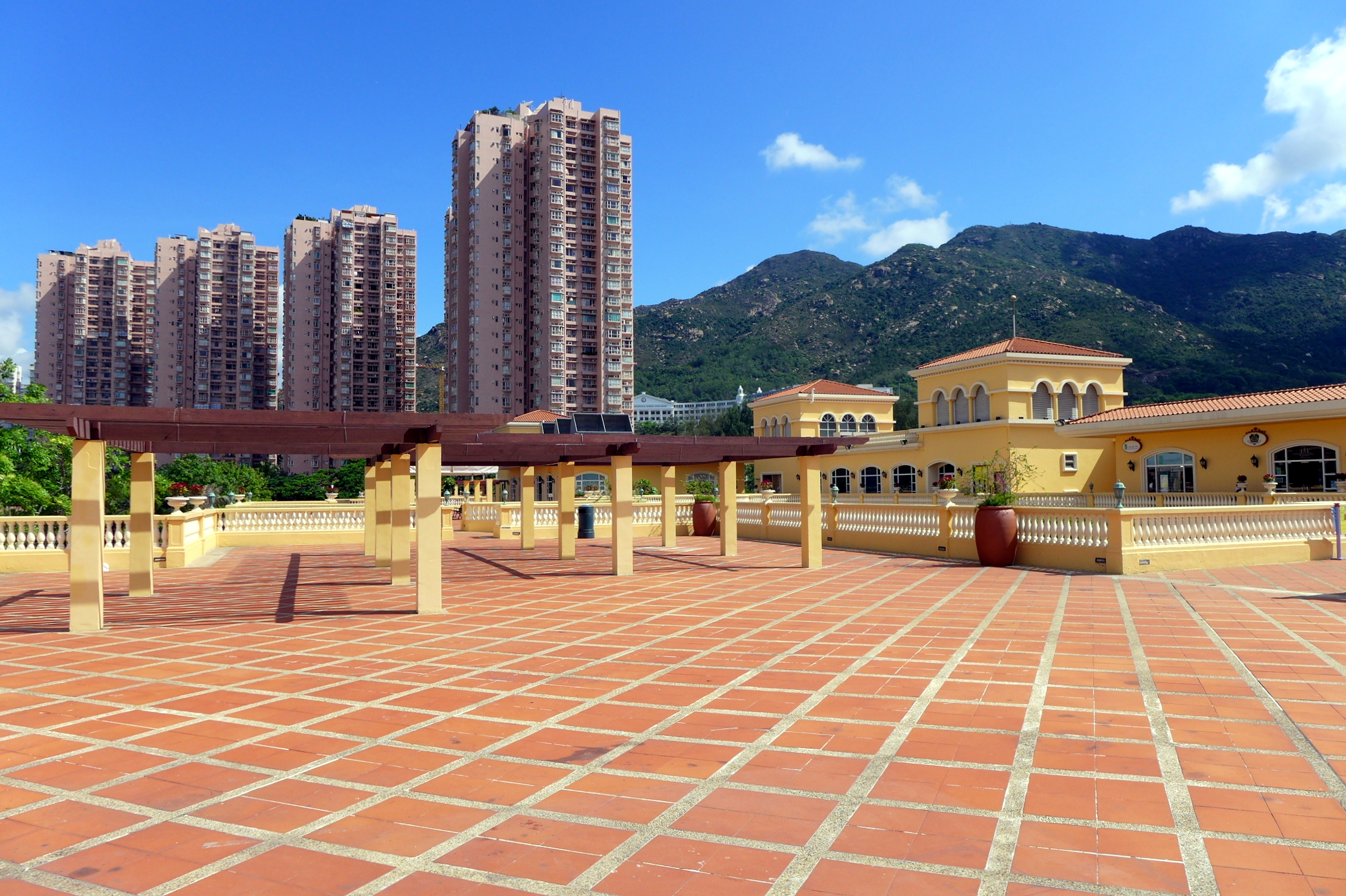
平台花園
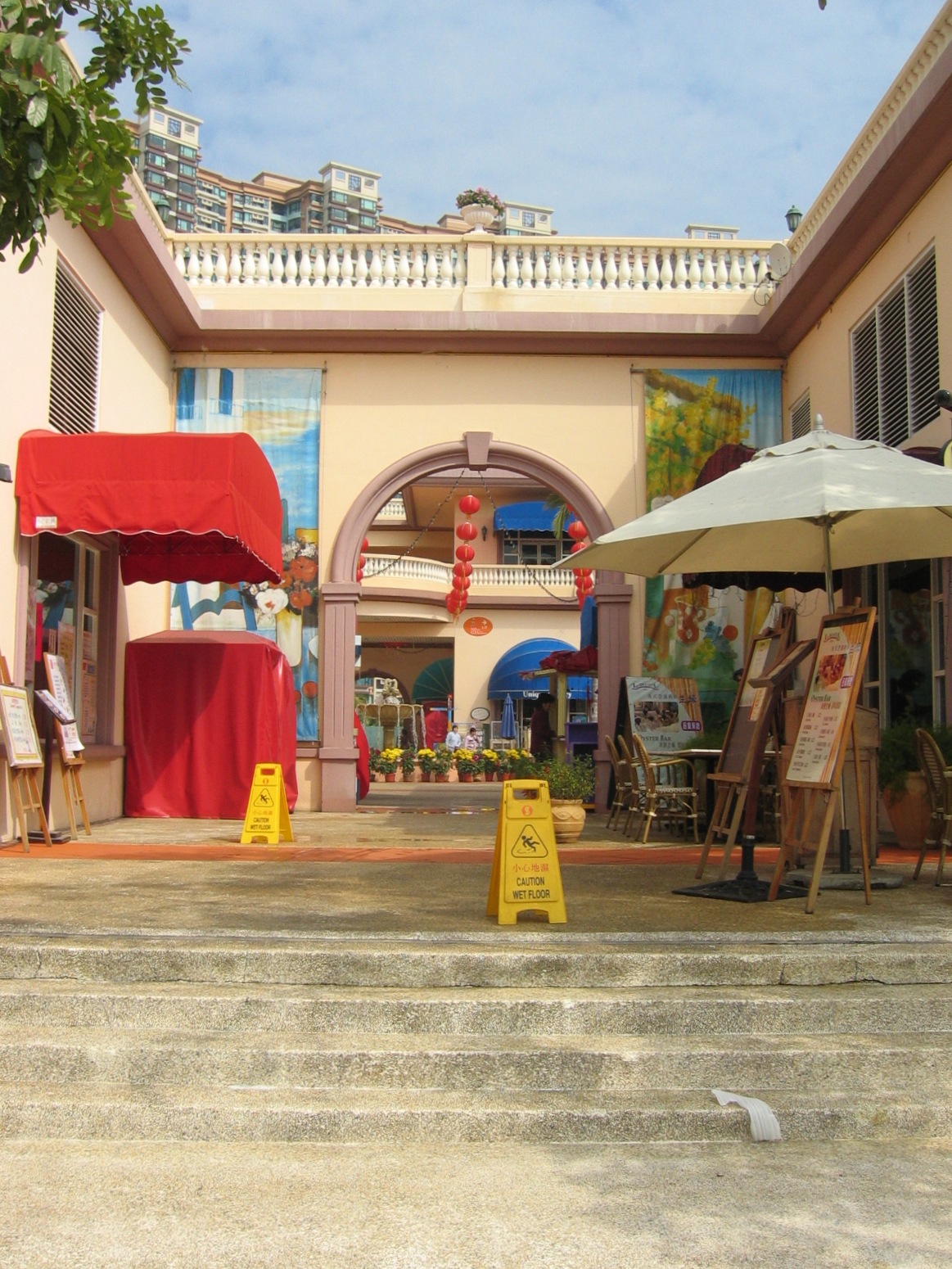
入口 （2006年）
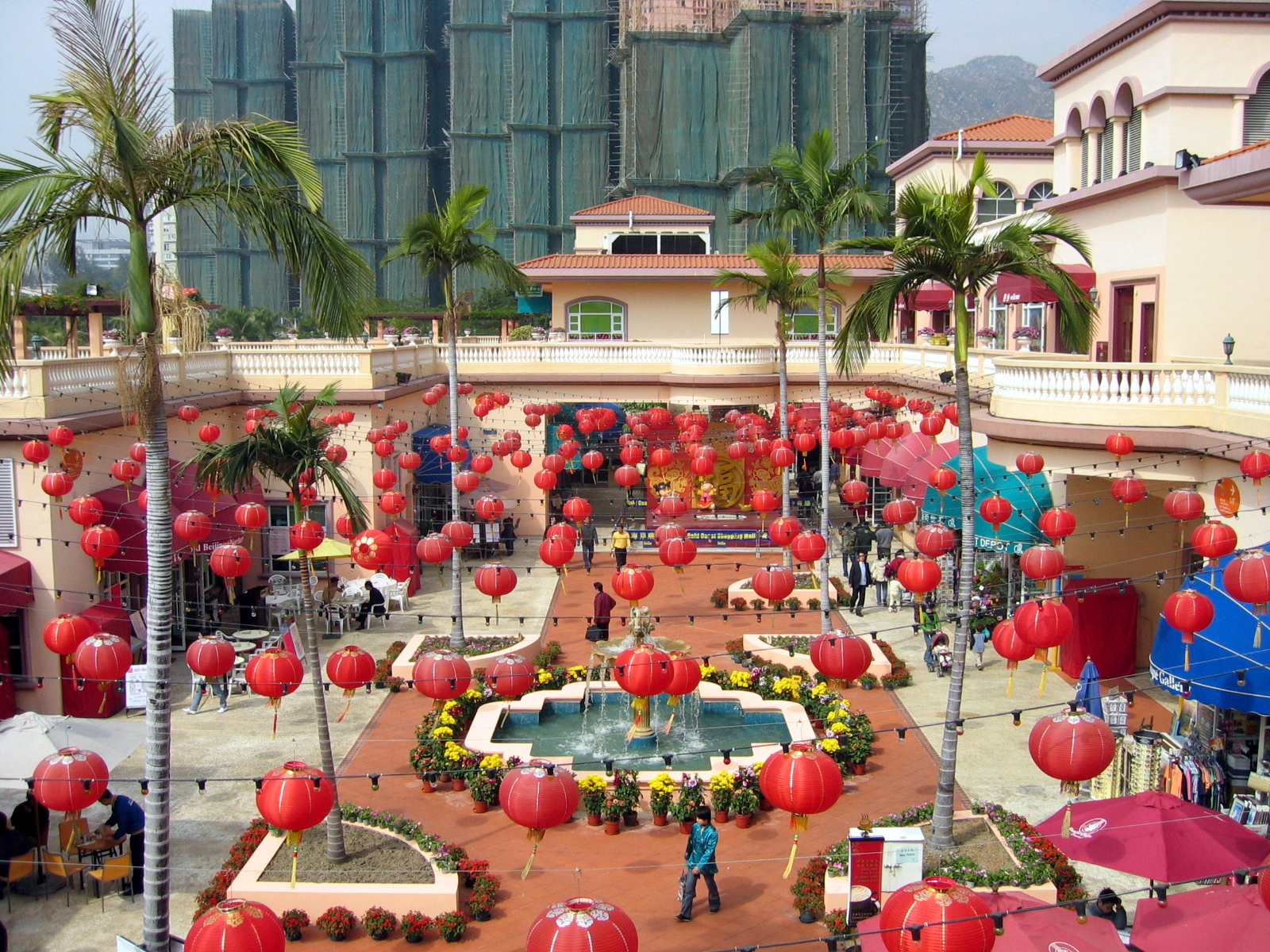
2014年翻新前的商場以粉紅色作主調

## 外部連結
- 黃金海岸商場 （页面存档备份，存于）